# Тодд Линкольн, Мэри
Мэри Энн Тодд Линкольн (англ. Mary Ann Todd Lincoln, 13 декабря 1818[…], Лексингтон, Кентукки — 16 июля 1882[…], Спрингфилд) — супруга 16-го президента США Авраама Линкольна, первая леди США с 1861 по 1865 год. Мать американского юриста и военного министра Роберта Тодда Линкольна.

## Биография
Мэри Тодд родилась в 1818 году в Лексингтоне, штат Кентукки и была четвертым ребёнком в состоятельной аристократической семье банкира Роберта Смита Тодда и дочери землевладельца Элизабет "Элизой" Паркер. Её мать скончалась в 1825 году, после чего отец женился вторично на Элизабет "Бетси" Хэмфрис, дочери чиновника. С мачехой у Мэри отношения были сложными. В 1839 году Мэри переехала в Спрингфилд, штат Иллинойс. Там же Мэри отправили в среднюю школу мадам Ментель, где учебная программа была сосредоточена на французском языке и литературе. Она научилась бегло говорить по-французски и изучала танцы, драму, музыку и социальное изящество. К 20 годам ее считали остроумной и общительной, разбирающейся в политике. Как и ее семья, она была сторонницей американской партии вигов.
На новом месте жительства она вращалась в довольно высоких кругах и была объектом ухаживания молодого преуспевающего политика Стивена Дугласа. Однако вскоре внимание Мэри Тодд привлёк простой юрист Авраам Линкольн. Они встречались два года и, наконец, поженились 4 ноября 1842. Пока Линкольн продолжал свою все более успешную карьеру юриста в Спрингфилде, Мэри руководила их растущим домом. Их дом, где они проживали с 1844 по 1861 год, до сих пор стоит в Спрингфилде и был объявлен Национальным историческим памятником «Дом Линкольна». Когда Линкольн работал окружным адвокатом в Иллинойсе, Мэри часто месяцами оставляли одну, чтобы воспитывать детей и вести домашнее хозяйство. 
У семейной пары было четверо сыновей: Роберт Тодд Линкольн (1843—1926), Эдвард Бэйкер Линкольн (1846—1850), Уильям Уоллес Линкольн (1850—1862) и Томас Линкольн (1853—1871). Из четырёх детей лишь старший из них, Роберт Линкольн (юрист и политик), пережил свою мать.
Мэри поддерживала своего мужа социально и политически, не в последнюю очередь, когда Линкольн был избран президентом в 1860 году.
Мэри часто сама готовила для Линкольна во время его президентства. Выросшая в богатой семье, ее кулинария была простой, но удовлетворяла вкусы Линкольна, включая импортные устрицы.
В 1861 году Авраам Линкольн вступил в должность президента США. В качестве первой леди Мэри потратила много времени на модернизацию Белого дома. За годы работы в Белом доме Мэри Линкольн столкнулась со многими личными трудностями, вызванными политическими разногласиями внутри страны. Ее семья была родом из приграничного штата, где было разрешено рабство. Не смотря на вигские политические взгляды члены семьи Тоддов, многие из них поддержали Юг. Трое ее сводных братьев - Самуэль Браун Тодд, полковник Эдвард Хэмфрис Тодд и Александр Хэмфрис Тодд - служили в армии Конфедерации и двое из них погибли в боях при Шайло и Батон-Руж. Сводная сестра Эмили Парет Тодд была замужем за генералом Бенджамином Хельмом, а родной младший брат Джордж Тодд служил в Конфедерации хирургом.
Мэри стойко поддерживала мужа в его стремлении спасти Союз и была строго верна его политике. Считавшаяся «жительницей Запада», хотя она выросла в более изысканном городе Лексингтон на Верхнем Юге, Мэри много работала, чтобы стать первой леди своего мужа в Вашингтоне, округ Колумбия, политическом центре, в котором доминировала восточная культура. Авраам Линкольн считался первым «западным» президентом, а критики описывали манеры прямолинейной и достаточно независимой Мэри как грубые и претенциозные. Ей было трудно вести переговоры о социальных обязанностях и соперничестве Белого дома, с адвокатами, соискателями вакансий и травлей газет в атмосфере высоких национальных интриг в Вашингтоне во время гражданской войны. Она отремонтировала Белый дом, что включало обширный ремонт всех общественных и частных помещений, а также покупку нового фарфора, что привело к значительным перерасходам. Президент был очень рассержен расходами, хотя Конгресс в конечном итоге принял два дополнительных ассигнования на покрытие этих расходов. Мэри также часто покупала изысканные ювелирные изделия и во многих случаях покупала украшения в кредит в местном магазине Galt & Bro. После смерти президента Линкольна у нее была большая задолженность перед ювелиром, которая впоследствии была погашена, и большая часть драгоценностей была возвращена.
На протяжении всей взрослой жизни Мэри страдала от сильных головных болей, называемых мигренями, а также от затяжной депрессии. Головные боли у нее, похоже, участились после того, как она получила травму головы в дорожной аварии во время своего пребывания в Белом доме. Перепады настроения, вспыльчивый характер, публичные вспышки на протяжении всего президентства Линкольна, а также чрезмерные расходы побудили некоторых историков и психологов утверждать, что Мэри страдала биполярным расстройством. Другая теория утверждает, что маниакальные и депрессивные эпизоды Мэри, а также многие ее физические симптомы можно объяснить проявлениями пернициозной анемии. Горе Мэри Линкольн из-за смерти третьего сына Уилли было настолько разрушительным, что она слегла в постель на три недели, настолько опустошенная, что не могла присутствовать на его похоронах или присматривать за Тэдом. Мэри была настолько подавлена психологически в течение многих месяцев, что Линкольну пришлось нанять медсестру-сиделку, чтобы она присматривала за ней.
Во время работы мужа в Белом доме она часто посещала больницы Вашингтона, чтобы дарить цветы и фрукты раненым солдатам. Она нашла время, чтобы написать письма, которые они могли бы отправить своим близким. Время от времени она сопровождала Линкольна в военных поездках на места событий. Отвечая за проведение многих социальных мероприятий, критики и историки часто обвиняли ее в том, что она тратит слишком много денег на Белый дом в условиях войны. 
Мэри Линкольн выступала против рабства и всячески поддерживала политику своего мужа в отношении сохранения Союза.
Спустя пять дней после окончания войны, 14 апреля 1865 года, Авраам Линкольн был застрелен на спектакле в театре Форда. Супруга, находившаяся рядом с мужем во время представления, так и не смогла оправиться после трагедии. Став вдовой, миссис Линкольн вернулась в Иллинойс и жила в Чикаго со своими выжившими сыновьями. Ее муж оставил поместье стоимостью 80 000 долларов (что эквивалентно 1 529 391 доллару в 2022 году), чего должно было быть достаточно, чтобы обеспечить ей комфортную, если не стильную, жизнь. В 1868 году миссис Линкольн, у которой были расточительные и нестабильные отношения с деньгами, разместила в газете New York World объявление о помощи и попыталась продать свои личные вещи на аукционе, что шокировало общественность. Она и ее маленький сын Тэд переехали в Европу и на несколько лет поселились во Франкфурте. Все это время семья Селигман помогала заботиться о ней, оплачивая стоимость путешествия, отправляя ей деньги и защищая ее интересы. Законом, одобренным с небольшим перевесом 14 июля 1870 года, Конгресс Соединенных Штатов предоставил г-же Линкольн пожизненную пенсию в размере 3000 долларов в год (69 426 долларов в долларах 2022 года). Мэри активно лоббировала такую пенсию, написав многочисленные письма в Конгресс и призывая таких покровителей, как Саймон Кэмерон и Джозеф Селигман, подать петицию от ее имени. Она утверждала, что заслуживает пенсии так же, как и солдатские вдовы, и изображала мужа павшим командиром. В то время пенсия была необычной для вдов президентов, и Мэри Линкольн оттолкнула многих конгрессменов, из-за чего ей было трудно получить одобрение Конгресса.
Смерть ее сына Томаса (Тэда) в июле 1871 года, последовавшая за смертью двух других ее сыновей и ее мужа, вызвала непреодолимое горе и депрессию. Чикагский пожар в октябре 1871 года не способствовал ее восстановлению. Ее выживший сын, Роберт Линкольн, молодой молодой юрист из Чикаго, был встревожен все более эксцентричным поведением своей матери. В марте 1875 года во время визита в Джексонвилл, штат Флорида, Мэри непоколебимо убедилась, что Роберт смертельно болен; спеша в Чикаго, она нашла его здоровым. Во время встречи с ним она рассказала ему, что кто-то пытался отравить ее в поезде и что «бродячий еврей» отобрал у нее бумажник, но вернул его. Она также потратила там большие суммы денег на вещи, которые никогда не использовала, такие как драпировки и изысканные платья (после убийства мужа она носила только черное). Она гуляла по городу с государственными облигациями на сумму 56 000 долларов, вшитыми в ее нижние юбки. Несмотря на эту большую сумму денег и стипендию Конгресса в размере 3000 долларов в год, г-жа Линкольн все еще боялась бедности. Роберту пришлось поместить мать в Спрингфилде, штат Иллинойс, в резиденции своей старшей родной сестры Элизабет Эдвардс под присмотром врачей и сиделок. 15 июля 1882 года, ровно через одиннадцать лет после смерти ее младшего сына, она потеряла сознание в доме сестры, впала в кому и умерла на следующее утро от инсульта в возрасте 63 лет. Ее панихида прошла в Первой пресвитерианской церкви в Спрингфилде.
Американские историки достаточно плохо относятся к Мэри Тодд Линкольн как к первой леди, считая ее вмешивающейся и подрывной. Плохое отношение к миссис Линкольн связано с восприятием жены Линкольна как человека с психологическими заболеваниями, которые усложнили жизнь президента Линкольна в трудные годы Гражданской войны. Считается, что Мэри Тодд Линкольн страдала не столько от вероятного психического заболевания или расстройства во время президентства ее мужа, но и от личных потерь, которые повлекла за собой смерть двух ее детей, в том числе одного во время президентства ее мужа.

## Образ в кино
- 1939 — «Линкольн в Белом доме[англ.]» — роль Мэри Тодд Линкольн исполнила Нана Брайант[5][6].
- 2012 — «Линкольн» — роль Мэри Тодд Линкольн исполнила Салли Филд